# برایتنشتاین، اتریش
برایتنشتاین (به آلمانی: Breitenstein) یک منطقهٔ مسکونی در اتریش است که در ناحیه نوین‌کیرشن واقع شده‌است. برایتنشتاین ۳۷۱ نفر جمعیت دارد.